# Vela nos Jogos Olímpicos de Verão de 1968 - Flying Dutchman
As provas da classe Flying Dutchman da vela nos Jogos Olímpicos de Verão de 1968 ocorreram entre 14 e 21 de outubro daquele ano em Acapulco, no México. O programa compunha sete regatas. Para esta classe, houve 62 velejadores de 30 nações inscritas.

## Medalhistas
A dupla britânica Rodney Pattisson e Iain MacDonald-Smith finalizou a competição em primeiro lugar e conquistou a medalha de ouro. A prata firmou-se com os alemães Ulli Libor e Peter Naumann. Por fim, a medalha de bronze ficou com Reinaldo Conrad e Burkhard Cordes, do Brasil.
|  | GBR Grã-Bretanha                      |  | FRG Alemanha Ocidental   |  | BRA Brasil                      |
|  | Rodney Pattisson Iain MacDonald-Smith |  | Ulli Libor Peter Naumann |  | Reinaldo Conrad Burkhard Cordes |

## Resultados
Estes foram os resultados da competição:
| Pos.              | Tripulação                                            | Código | Regata I | Regata I | Regata II | Regata II | Regata III | Regata III | Regata IV | Regata IV | Regata V | Regata V | Regata VI | Regata VI | Regata VII | Regata VII | Total de pontos | Total -1 |
| Pos.              | Tripulação                                            | Código | Pts.     | Pos.     | Pts.      | Pos.      | Pts.       | Pos.       | Pts.      | Pos.      | Pts.     | Pos.     | Pts.      | Pos.      | Pts.       | Pos.       | Total de pontos | Total -1 |
| ----------------- | ----------------------------------------------------- | ------ | -------- | -------- | --------- | --------- | ---------- | ---------- | --------- | --------- | -------- | -------- | --------- | --------- | ---------- | ---------- | --------------- | -------- |
| Medalha de ouro   | GBR Rodney Pattisson Iain MacDonald-Smith             | K      | DSQ      | 38       | 1         | 0         | 1          | 0          | 1         | 0         | 1        | 0        | 1         | 0         | 2          | 3          | 41              | 3        |
| Medalha de prata  | FRG Ulli Libor Peter Naumann                          | G      | 1        | 0        | 3         | 5.7       | 2          | 3          | 2         | 3         | 13       | 19       | 21        | 27        | 7          | 13         | 70.7            | 43.7     |
| Medalha de bronze | BRA Reinaldo Conrad Burkhard Cordes                   | BL     | 14       | 20       | 7         | 13        | 4          | 8          | 3         | 5.7       | 3        | 5.7      | 10        | 16        | 1          | 0          | 68.4            | 48.4     |
| 4                 | AUS Carl Ryves James Sargeant                         | KA     | 3        | 5.7      | 5         | 10        | 3          | 5.7        | 20        | 26        | 8        | 14       | 4         | 8         | 3          | 5.7        | 75.1            | 49.1     |
| 5                 | NOR Bjørn Lofterød Odd Roar Lofterød                  | N      | 2        | 3        | 2         | 3         | 7          | 13         | 6         | 11.7      | 6        | 11.7     | DNF       | 36        | 5          | 10         | 88.4            | 52.4     |
| 6                 | FRA Bertrand Cheret Bruno Trouble                     | F      | 5        | 10       | 4         | 8         | 20         | 26         | 9         | 15        | 4        | 8        | 2         | 3         | 18         | 24         | 94              | 68       |
| 7                 | CAN Roger Green Stewart Green                         | KC     | 9        | 15       | 16        | 22        | 5          | 10         | 5         | 10        | 2        | 3        | 18        | 24        | 13         | 19         | 103             | 79       |
| 8                 | NZL Geoff Smale Ralph Roberts                         | KZ     | DSQ      | 38       | 8         | 14        | 9          | 15         | 12        | 18        | 9        | 15       | 8         | 14        | 4          | 8          | 122             | 84       |
| 9                 | SWE Peter Kolni Jörgen Kolni Pelle Petterson          | S      | 12       | 18       | DNF       | 36        | 8          | 14         | 14        | 20        | 5        | 10       | 14        | 20        | 8          | 14         | 132             | 96       |
| 10                | USA Bob James David James                             | US     | DNF      | 36       | 9         | 15        | 14         | 20         | 18        | 24        | 15       | 21       | 3         | 5.7       | 6          | 11.7       | 133.4           | 97.4     |
| 11                | ESP Gonzalo Fernández de Córdoba Larios Félix Gancedo | E      | 10       | 16       | 14        | 20        | 6          | 11.7       | 10        | 16        | 10       | 16       | 20        | 26        | 16         | 22         | 127.7           | 101.7    |
| 12                | GDR Hans-Jürgen Cochius Werner Christoph              | GO     | 13       | 19       | 10        | 16        | 16         | 22         | 13        | 19        | 19       | 25       | 6         | 11.7      | 10         | 16         | 128.7           | 103.7    |
| 13                | YUG Antun Grego Simo Nikolic                          | Y      | 19       | 25       | 17        | 23        | 13         | 19         | 4         | 8         | 17       | 23       | 7         | 13        | 14         | 20         | 131             | 106      |
| 14                | HKG Neil Pryde Peter Gamble                           | KH     | 11       | 17       | 13        | 19        | 15         | 21         | 8         | 14        | 21       | 27       | 16        | 22        | 9          | 15         | 135             | 108      |
| 15                | URS Lev Rvalov Victor Pilchin                         | SR     | 4        | 8        | 6         | 11.7      | 12         | 18         | 23        | 29        | 18       | 24       | 23        | 29        | 12         | 18         | 137.7           | 108.7    |
| 16                | DEN Hans Fogh Niels Jensen Poul Richard Høj Jensen    | D      | 6        | 11.7     | 12        | 18        | DSQ        | 38         | 7         | 13        | 12       | 18       | 11        | 17        | DNF        | 36         | 151.7           | 113.7    |
| 17                | AUT Karl Geiger Werner Fischer                        | OE     | 18       | 24       | 15        | 21        | 10         | 16         | 16        | 22        | 16       | 22       | 12        | 18        | 11         | 17         | 140             | 116      |
| 18                | NED Ben Verhagen Nick de Jong                         | H      | 16       | 22       | 11        | 17        | 18         | 24         | 17        | 23        | 14       | 20       | 5         | 10        | 21         | 27         | 143             | 116      |
| 19                | ITA Carlo Massone Emanuele Ottonello                  | I      | 15       | 21       | 19        | 25        | 17         | 23         | 24        | 30        | 7        | 13       | 9         | 15        | 17         | 23         | 150             | 120      |
| 20                | MEX Lorenzo Villaseñor Guillermo García               | MX     | 7        | 13       | 22        | 28        | 11         | 17         | 22        | 28        | 11       | 17       | 15        | 21        | 19         | 25         | 149             | 121      |
| 21                | HUN Pál Gömöry Szabolcs Izsák                         | M      | 8        | 14       | DNF       | 36        | 21         | 27         | 11        | 17        | 23       | 29       | 25        | 31        | 22         | 28         | 182             | 146      |
| 22                | GRE George Andreadis Stavros Psarrakis                | GR     | 21       | 27       | 21        | 27        | 19         | 25         | 19        | 25        | 20       | 26       | DNF       | 36        | 15         | 21         | 187             | 151      |
| 23                | BEL Christian Maes Joël Roland                        | B      | 22       | 28       | DNS       | 36        | 25         | 31         | 15        | 21        | 22       | 28       | 13        | 19        | 25         | 31         | 194             | 158      |
| 24                | POL Andrzej Iwiński Ludwik Raczyński                  | PZ     | 20       | 26       | 18        | 24        | 24         | 30         | 25        | 31        | 25       | 31       | 17        | 23        | 26         | 32         | 197             | 165      |
| 25                | ISV Rudy Thompson John Hamber                         | VI     | 17       | 23       | 23        | 29        | 22         | 28         | 27        | 33        | 26       | 32       | 24        | 30        | 24         | 30         | 205             | 172      |
| 26                | JAM William Plant Michael Anthony Nunes               | KJ     | DNF      | 36       | DNF       | 36        | 23         | 29         | 21        | 27        | 24       | 30       | 22        | 28        | 20         | 26         | 212             | 176      |
| 27                | POR Orlando Rodrigues Adriano da Silva                | P      | 24       | 30       | 24        | 30        | 26         | 32         | 26        | 32        | DNF      | 36       | 19        | 25        | 23         | 29         | 214             | 178      |
| 28                | PUR Juan R. Torruella Radamés Torruella               | PR     | 23       | 29       | 20        | 26        | 27         | 33         | 28        | 34        | 27       | 33       | 26        | 32        | 27         | 33         | 220             | 186      |
| 29                | INA John Gunawan Tan Tjong Sian                       | RI     | 26       | 32       | 25        | 31        | 28         | 34         | 29        | 35        | 28       | 34       | 28        | 34        | 28         | 34         | 234             | 199      |
| 30                | ESA Mario Aguilar Manuel Escobar                      | SL     | 25       | 31       | DNF       | 36        | DNF        | 36         | DNS       | 36        | 29       | 35       | 27        | 33        | 29         | 35         | 242             | 206      |

### Classificação diária

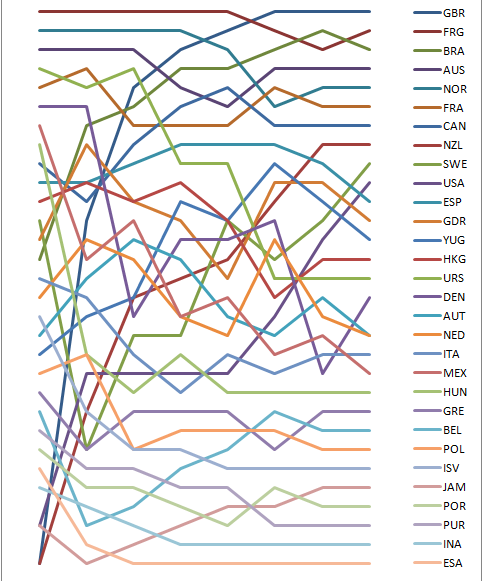
Gráfico mostrando a classificação diária na classe.